# Tipula (Lunatipula) naumanni
Tipula (Lunatipula) naumanni is een tweevleugelige uit de familie langpootmuggen (Tipulidae). De soort komt voor in het Palearctisch gebied.